# 物品管理法
物品管理法（ぶっぴんかんりほう、昭和31年5月22日法律第113号）は、国が所有する物品（動産のうち、現金、日本銀行に寄託すべき有価証券、国有財産を除く）の管理手続と、それを行う役職に関する法律である。
施行令、施行規則により、具体的な手続きが定められている。

## 構成
- 第1章　総則
- 第2章　物品の管理の機関
- 第3章　物品の管理
  - 第1節　通則
  - 第2節　取得及び供用
  - 第3節　保管
  - 第4節　処分
- 第4章　物品管理職員等の責任
- 第5章　雑則

## 特別法
- 会計法
- 国有財産法
- 国の債権の管理等に関する法律

## その他
物品の分類には、機械、器具、標本などに分かれており国立研究所で飼育している牛、馬なども物品管理法の対象となっている。物品にはそれぞれ耐用年数が定められており廃棄したりする基準とされている。